# Neurilemm

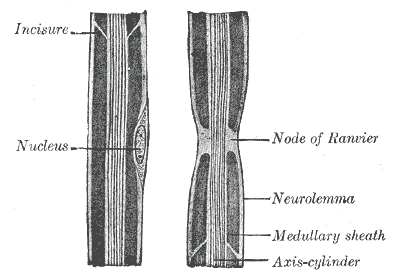
Diagramm eines Längsschnittes durch eine markhaltige Nervenfaser (“Medullary Sheath” bezeichnet die Basalmembran).

Das Neurilemm (auch Neurolemma) ist die äußerste Schicht des Cytoplasmas von Schwann-Zellen, welche die Axone von Neuronen umgibt. Es formt die äußerste Schicht der Nervenfasern im peripheren Nervensystem.
Das Neurolemma ist von der Basalmembran unterlegt. Im Zentralnervensystem sind die Axone von den Oligodendrozyten myelinisiert und haben deshalb kein Neurolemma. Die Myelinscheiden von Oligodendrocyten haben kein Neurolemma, weil das überschüssige Cytoplasma zum Zellkörper des Oligodendrocyten geleitet wird.

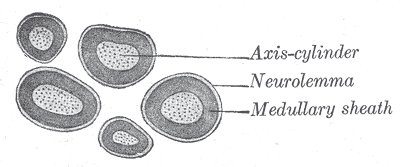
Querschnitt einer markhaltigen Nervenfaser

Das Neurolemma hat eine schützende Funktion für periphere Nervenfasern. Beschädigte Nervenfasern können regeneriert werden, wenn das Perikaryon und das Neurolemma intakt sind. Das Neurolemma formt eine stabilisierende Hülle, durch welche das wachsende Axon seine ursprüngliche Verbindung wiederherstellen kann.
Ein Neurilemoma ist ein Tumor eines Neurolemma.